# 佐賀大学教育学部附属幼稚園
佐賀大学教育学部附属幼稚園（さがだいがくきょういくがくぶふぞくようちえん）は、佐賀県佐賀市水ヶ江一丁目にある国立幼稚園。佐賀大学教育学部が管轄する。
2016年（平成28年）4月の学部名改称により、1996年（平成8年）以来20年ぶりに「佐賀大学教育学部附属幼稚園」の名称に戻った。

## 沿革
- 1970年（昭和45年）4月1日 - 「佐賀大学教育学部附属幼稚園」が設置される。
- 1972年（昭和47年）3月29日 - 現園舎に移転。
- 1996年（平成8年）4月1日 - 学部名の改称により「佐賀大学文化教育学部附属幼稚園」に改称。
- 2004年（平成16年）4月1日 - 国立大学法人化される。
- 2016年（平成28年）4月1日 - 学部名の改称により「佐賀大学教育学部附属幼稚園」（現園名）に改称。

## 教育

### 入学試験・編入試験
- 転出などで、定員が満たされなくなった場合は編入試験が行われることがある。

### 進路
- 原則として、佐賀大学教育学部附属小学校に入学しなくてはならない。これは附属小学校との連携した教育を行うためである。
- 2006年度以前は、附属幼稚園の園児が附属小学校以外の小学校を受験する場合は、附属小学校の入学試験で「外部生（不合格になる場合もある）」として受験できた。しかし、2007年度以降は一切、附属小学校を受験することができなくなった。